# 褐马鸡

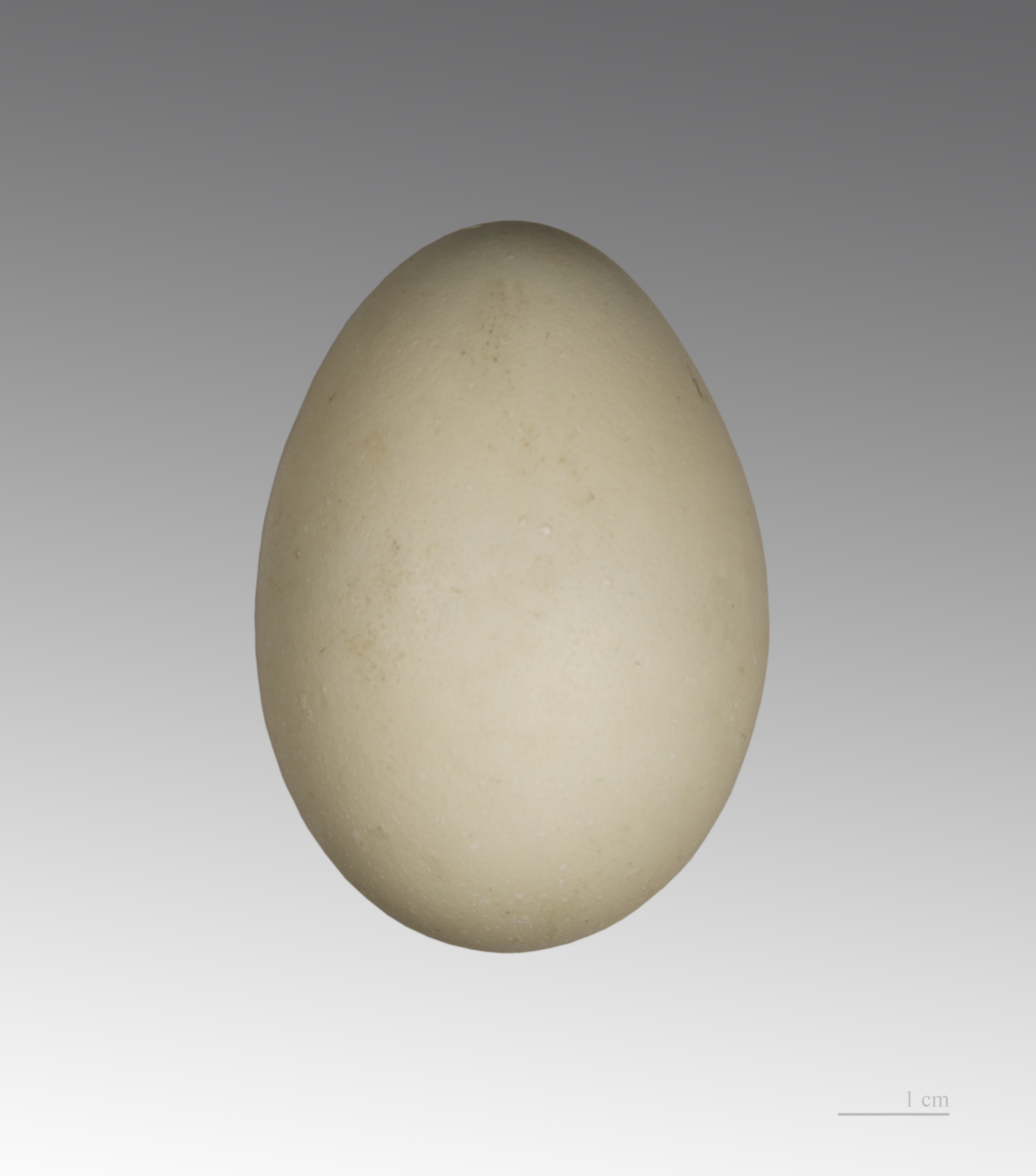
Crossoptilon mantchuricum

褐马鸡（學名：Crossoptilon mantchuricum），又名鶡雞，是马鸡属中的一个种，它只分布在中国华北地区，是中国的特有种。

## 分布
分布于中国山西西部、北部，河北西北部及北京周边的山地森林中。